# Air (französische Band)
Air ist ein französisches Electronica-Duo, das 1995 in Versailles gegründet wurde und meist den Stilen Downtempo und Ambient Pop zugeordnet wird.

## Geschichte
Air wurde 1995 von Nicolas Godin und Jean-Benoît „JB“ Dunckel gegründet.
JB und Nicolas spielten früher in der Band Orange, zusammen mit Alex Gopher und Xavier Jamaux. Der Tourmanager war Étienne de Crécy. So verwundert es auch nicht, dass diese Namen immer wieder im Zusammenhang mit Remixarbeiten von Air auftauchen. Im Februar 2005 erhielten die Musiker den Chevalier des Arts et Lettres des französischen Kulturministeriums, den französischen Orden der Künste und der Literatur.
Im September 2006 erschien das Album 5:55 der Sängerin Charlotte Gainsbourg, deren Musik von Air in Zusammenarbeit mit Jarvis Cocker (Pulp), Neil Hannon (Divine Comedy) und dem Produzenten Nigel Godrich komponiert und eingespielt wurde. Cocker und Hannon singen auf dem Album Pocket Symphony des Jahres 2007.
Das erste Soloalbum von Jean-Benoît Dunckel namens Darkel erschien im September 2006.
Im Jahr 2010 steuerten sie die Filmmusik zum Kinofilm Vertraute Fremde von Regisseur Sam Garbarski bei.
2012 vertonte Air den Stummfilm Le Voyage dans la Lune des französischen Filmemachers Georges Méliès, der ursprünglich 1902 gedreht worden war.
2015 kam es zur Zusammenarbeit mit Jean-Michel Jarre, mit dem sie innerhalb des Electronica-Projektes den Song Close your eyes komponierten und einspielten.
Am 11. August 2024 traten Air bei der Abschlussfeier der Olympischen Sommerspiele in Paris auf.

## Stil
Verwendet werden mehrheitlich alte Analog-Synthesizer wie zum Beispiel der Korg MS-20 und Geräte der Firma Moog. Auch Wurlitzer und Vocoder werden regelmäßig eingesetzt. Das Ergebnis sind ruhige, sanfte und verträumte Songs mit ungewöhnlichen Soundstrukturen.
Air spielen auch live ihre Instrumente selbst, wobei sie die von den Alben bekannten Tracks oft als verfremdete oder ineinander verwobene Versionen darbieten. Sowohl bei Liveauftritten als auch Studioaufnahmen arbeiten Air mit befreundeten Künstlern zusammen wie Beth Hirsch (Moon Safari), Françoise Hardy (Jeanne), Jean-Jacques Perrey (Cosmic Bird), Gordon Tracks (Thomas Mars von Phoenix), Beck (10000Hz Legend), auf der Talkie-Walkie-Tour mit Dave Palmer und dem Schlagzeuger Earl Harvin sowie auf der Tournee von 2007 mit Earl Harvin, Vincent Taurelle und Steve Jones.

## Diskografie

### Studioalben
| Jahr | Titel                  | Höchstplatzierung, Gesamtwochen, AuszeichnungChartplatzierungen (Jahr, Titel, Platzierungen, Wochen, Auszeichnungen, Anmerkungen) | Höchstplatzierung, Gesamtwochen, AuszeichnungChartplatzierungen (Jahr, Titel, Platzierungen, Wochen, Auszeichnungen, Anmerkungen) | Höchstplatzierung, Gesamtwochen, AuszeichnungChartplatzierungen (Jahr, Titel, Platzierungen, Wochen, Auszeichnungen, Anmerkungen) | Höchstplatzierung, Gesamtwochen, AuszeichnungChartplatzierungen (Jahr, Titel, Platzierungen, Wochen, Auszeichnungen, Anmerkungen) | Höchstplatzierung, Gesamtwochen, AuszeichnungChartplatzierungen (Jahr, Titel, Platzierungen, Wochen, Auszeichnungen, Anmerkungen) | Anmerkungen                                       |
| Jahr | Titel                  | DE | AT | CH | UK | FR | Anmerkungen                                       |
| ---- | ---------------------- | --- | --- | --- | --- | --- | ------------------------------------------------- |
| 1998 | Moon Safari            | DE56 Gold · (13 Wo.)DE | AT20 (7 Wo.)AT | CH46 Gold · (3 Wo.)CH | UK6 ×2Doppelplatin · (110 Wo.)UK                                                                                                  | FR21 Gold · (19 Wo.)FR | Erstveröffentlichung: 16. Januar 1998             |
| 2000 | The Virgin Suicides    | DE26 (5 Wo.)DE | — | CH51 (6 Wo.)CH | UK14 Silber · (4 Wo.)UK | FR34 Gold · (24 Wo.)FR | Erstveröffentlichung: 25. Februar 2000 Soundtrack |
| 2001 | 10 000 Hz Legend       | DE7 (8 Wo.)DE | AT7 (7 Wo.)AT | CH11 (7 Wo.)CH | UK7 Gold · (7 Wo.)UK | FR7 (9 Wo.)FR | Erstveröffentlichung: 28. Mai 2001                |
| 2004 | Talkie Walkie          | DE5 (9 Wo.)DE | AT15 (9 Wo.)AT | CH4 (8 Wo.)CH | UK2 Gold · (8 Wo.)UK | FR3 (22 Wo.)FR | Erstveröffentlichung: 26. Januar 2004             |
| 2007 | Pocket Symphony        | DE8 (7 Wo.)DE | AT31 (4 Wo.)AT | CH7 (10 Wo.)CH | UK22 (4 Wo.)UK | FR8 (29 Wo.)FR | Erstveröffentlichung: Dezember 2006               |
| 2009 | Love 2                 | DE39 (2 Wo.)DE | AT56 (1 Wo.)AT | CH15 (4 Wo.)CH | UK36 (2 Wo.)UK | FR12 (14 Wo.)FR | Erstveröffentlichung: 2. Oktober 2009             |
| 2012 | Le voyage dans la lune | DE36 (2 Wo.)DE | AT38 (2 Wo.)AT | CH11 (4 Wo.)CH | UK35 (1 Wo.)UK | FR17 (6 Wo.)FR | Erstveröffentlichung: 3. Februar 2012             |

Weitere Alben
- 2003: City Reading (mit Baricco)
- 2014: Music for Museum (2 LPs)

### Kompilationen
| Jahr | Titel              | Höchstplatzierung, Gesamtwochen, AuszeichnungChartplatzierungen (Jahr, Titel, Platzierungen, Wochen, Auszeichnungen, Anmerkungen) | Höchstplatzierung, Gesamtwochen, AuszeichnungChartplatzierungen (Jahr, Titel, Platzierungen, Wochen, Auszeichnungen, Anmerkungen) | Höchstplatzierung, Gesamtwochen, AuszeichnungChartplatzierungen (Jahr, Titel, Platzierungen, Wochen, Auszeichnungen, Anmerkungen) | Höchstplatzierung, Gesamtwochen, AuszeichnungChartplatzierungen (Jahr, Titel, Platzierungen, Wochen, Auszeichnungen, Anmerkungen) | Höchstplatzierung, Gesamtwochen, AuszeichnungChartplatzierungen (Jahr, Titel, Platzierungen, Wochen, Auszeichnungen, Anmerkungen) | Anmerkungen                                       |
| Jahr | Titel              | DE | AT | CH | UK | FR | Anmerkungen                                       |
| ---- | ------------------ | --- | --- | --- | --- | --- | ------------------------------------------------- |
| 2000 | Premiers symptômes | DE84 (5 Wo.)DE | — | — | UK12 Gold · (7 Wo.)UK | — | Erstveröffentlichung: August 1999                 |
| 2002 | Everybody Hertz    | — | — | — | UK67 (1 Wo.)UK | — | Erstveröffentlichung: 19. Februar 2002 Remixalbum |
| 2016 | Twentyears         | — | — | CH64 (1 Wo.)CH | — | FR18 (3 Wo.)FR | Erstveröffentlichung: 10. Juni 2016               |

Weitere Kompilationen
- 1999: Selected Werks
- 2003: Chansons Western
- 2004: Cherries
- 2007: Air Sampler
- 2015: The Remixes – Vol.1 (18 mp3-Files)
- 2015: The Remixes – Vol.2 (22 mp3-Files)

### DJ-Mixe
- 2002: Deck Safari (Part 1) (2 CDs)
- 2002: Deck Safari (Part 2) (2 CDs)
- 2006: LateNightTales

### Singles
| Jahr | Titel Album                         | Höchstplatzierung, Gesamtwochen, AuszeichnungChartplatzierungen (Jahr, Titel, Album, Platzierungen, Wochen, Auszeichnungen, Anmerkungen) | Höchstplatzierung, Gesamtwochen, AuszeichnungChartplatzierungen (Jahr, Titel, Album, Platzierungen, Wochen, Auszeichnungen, Anmerkungen) | Höchstplatzierung, Gesamtwochen, AuszeichnungChartplatzierungen (Jahr, Titel, Album, Platzierungen, Wochen, Auszeichnungen, Anmerkungen) | Höchstplatzierung, Gesamtwochen, AuszeichnungChartplatzierungen (Jahr, Titel, Album, Platzierungen, Wochen, Auszeichnungen, Anmerkungen) | Höchstplatzierung, Gesamtwochen, AuszeichnungChartplatzierungen (Jahr, Titel, Album, Platzierungen, Wochen, Auszeichnungen, Anmerkungen) | Anmerkungen |
| Jahr | Titel Album                         | DE | AT | CH | UK | FR | Anmerkungen |
| ---- | ----------------------------------- | --- | --- | --- | --- | --- | --- |
| 1998 | Sexy Boy Moon Safari                | — | — | — | UK13 Silber · (4 Wo.)UK | FR65 (7 Wo.)FR | Erstveröffentlichung: Februar 1998 Autoren: Jean-Benoît Dunckel, Nicolas Godin                                 |
| 1998 | Kelly Watch the Stars Moon Safari   | — | — | — | UK18 (3 Wo.)UK | — | Erstveröffentlichung: Mai 1998 Autoren: Jean-Benoît Dunckel, Nicolas Godin, Phoenix                            |
| 1998 | All I Need Moon Safari              | — | — | — | UK29 Silber · (3 Wo.)UK | — | Erstveröffentlichung: November 1998 feat. Beth Hirsch Autoren: Beth Hirsch, Jean-Benoît Dunckel, Nicolas Godin |
| 2000 | Playground Love The Virgin Suicides | — | — | — | UK25 (3 Wo.)UK | — | Erstveröffentlichung: Februar 2000 feat. Gordon Tracks Autoren: Jean-Benoît Dunckel, Nicolas Godin             |
| 2001 | Radio #1 10 000 Hz Legend           | — | — | — | UK31 (2 Wo.)UK | — | Erstveröffentlichung: Mai 2001 Autoren: Jean-Benoît Dunckel, Nicolas Godin                                     |
| 2004 | Cherry Blossom Girl Talkie Walkie   | DE80 (1 Wo.)DE | — | — | — | FR80 (2 Wo.)FR | Erstveröffentlichung: Januar 2004 Autoren: Jean-Benoît Dunckel, Nicolas Godin                                  |
| 2004 | Surfing on a Rocket Talkie Walkie   | — | — | — | — | FR100 (1 Wo.)FR | Erstveröffentlichung: März 2004 feat. Lisa Papineau Autoren: Jean-Benoît Dunckel, Nicolas Godin                |
| 2004 | Alpha Beta Gaga Talkie Walkie       | — | — | — | UK44 (2 Wo.)UK | — | Erstveröffentlichung: August 2004 Autoren: Jean-Benoît Dunckel, Nicolas Godin                                  |

Weitere Singles
- 1995: Modular Mix
- 1996: Casanova 70
- 1997: Le soleil est près de moi
- 2002: People in the City
- 2002: How Does It Make You Feel
- 2002: Don’t Be Light
- 2007: Once Upon a Time
- 2007: Mer du Japon
- 2009: Do the Joy
- 2009: Sing Sang Sung

### Videoalben
- 1999: Eating Sleeping Waiting and Playing: A Film About Air on Tour
- 2002: Videos
- 2004: Surfing on a Rocket / Cherry Blossom Girl

## Auszeichnungen für Musikverkäufe
| Silberne Schallplatte - Australien - 2024: für das Lied La femme d’argent Goldene Schallplatte - Australien - 2000: für das Album Moon Safari - Dänemark - 2022: für das Album Talkie Walkie - Irland - 2005: für das Album Talkie Walkie | Platin-Schallplatte - Belgien - 2007: für das Album Moon Safari - Dänemark - 2005: für das Album Moon Safari - Niederlande - 2003: für das Album Moon Safari |

Anmerkung: Auszeichnungen in Ländern aus den Charttabellen bzw. Chartboxen sind in ebendiesen zu finden.
| Land/RegionAuszeichnungen für Musikverkäufe (Land/Region, Auszeichnungen, Verkäufe, Quellen) | Silber     | Gold       | Platin     | Verkäufe  | Quellen           |
| -------------------------------------------------------------------------------------------- | ---------- | ---------- | ---------- | --------- | ----------------- |
| Australien (ARIA)                                                                            | —          | Gold1      | —          | 35.000    | aria.com.au       |
| Belgien (BRMA)                                                                               | —          | —          | Platin1    | 50.000    | ultratop.be       |
| Dänemark (IFPI)                                                                              | —          | Gold1      | Platin1    | 50.000    | ifpi.dk           |
| Deutschland (BVMI)                                                                           | —          | Gold1      | —          | 250.000   | musikindustrie.de |
| Frankreich (SNEP)                                                                            | —          | 2× Gold2   | —          | 200.000   | snepmusique.com   |
| Irland (IRMA)                                                                                | —          | Gold1      | —          | 7.500     | irishcharts.ie    |
| Niederlande (NVPI)                                                                           | —          | —          | Platin1    | 80.000    | nvpi.nl           |
| Schweiz (IFPI)                                                                               | —          | Gold1      | —          | 25.000    | hitparade.ch      |
| Vereinigtes Königreich (BPI)                                                                 | 4× Silber4 | 3× Gold3   | 2× Platin2 | 1.560.000 | bpi.co.uk         |
| Insgesamt                                                                                    | 4× Silber4 | 10× Gold10 | 5× Platin5 |           |                   |